# Керценхайм
Керценхайм (нем. Kerzenheim) — община в Германии, в земле Рейнланд-Пфальц. 
Входит в состав района Доннерсберг. Подчиняется управлению Айзенберг.  Население составляет 2167 человек (на 31 декабря 2010 года). Занимает площадь 17,88 км².